# Вулиця Андрія Кобля (Іллінці)
Ву́лиця Андрія Кобля  — вулиця в місті Іллінці Вінницької області.

## Розташування
Вулиця в межах міста Іллінці, є відрізком автомобільної дороги територіального значення Т 0606. 
Бере початок від автодорожного мосту через річку Соб, у лівобережній частині міста Іллінці, в північному напрямку на виїзд з міста до: залізничної станції Липовець,  Плискова, Погребища, Ружина.

## Історія
Вулиця виникла при забудові колишнього села Морозівка в напрямку Плискова.

## Назва
Історична назва - Плисківська дорога.
Колишня назва - Залізнодорожна, у зв'язку з напрямок до залізничної станції Липовець. 
Була перейменована у зв'язку з невідповідністю до норм українського правопису та дерусифікації назв.
Свою назву  — Андрія Кобля — вулиця отримала, 25 січня 2024 року, на честь учасника  російсько-української війни, добровольця жителя мікрорайону Морозівка - Кобля Андрія Вікторовича.